# Купище
Ку́пище — село в Україні, у Коростенському районі Житомирської області. Населення становить 358 осіб.

## Географія
Селом протікає річка Очкасівка, ліва притока Кремни.

## Історія
У 1906 році село Іскоростської волості Овруцького повіту Волинської губернії. Відстань від повітового міста 46 верст, від волості 9. Дворів 132, мешканців 800.

## Населення

### Мова
Розподіл населення за рідною мовою за даними перепису 2001 року:
| Мова       | Кількість | Відсоток |
| ---------- | --------- | -------- |
| українська | 353       | 98.60%   |
| російська  | 4         | 1.12%    |
| білоруська | 1         | 0.28%    |
| Усього     | 358       | 100%     |

## Галерея

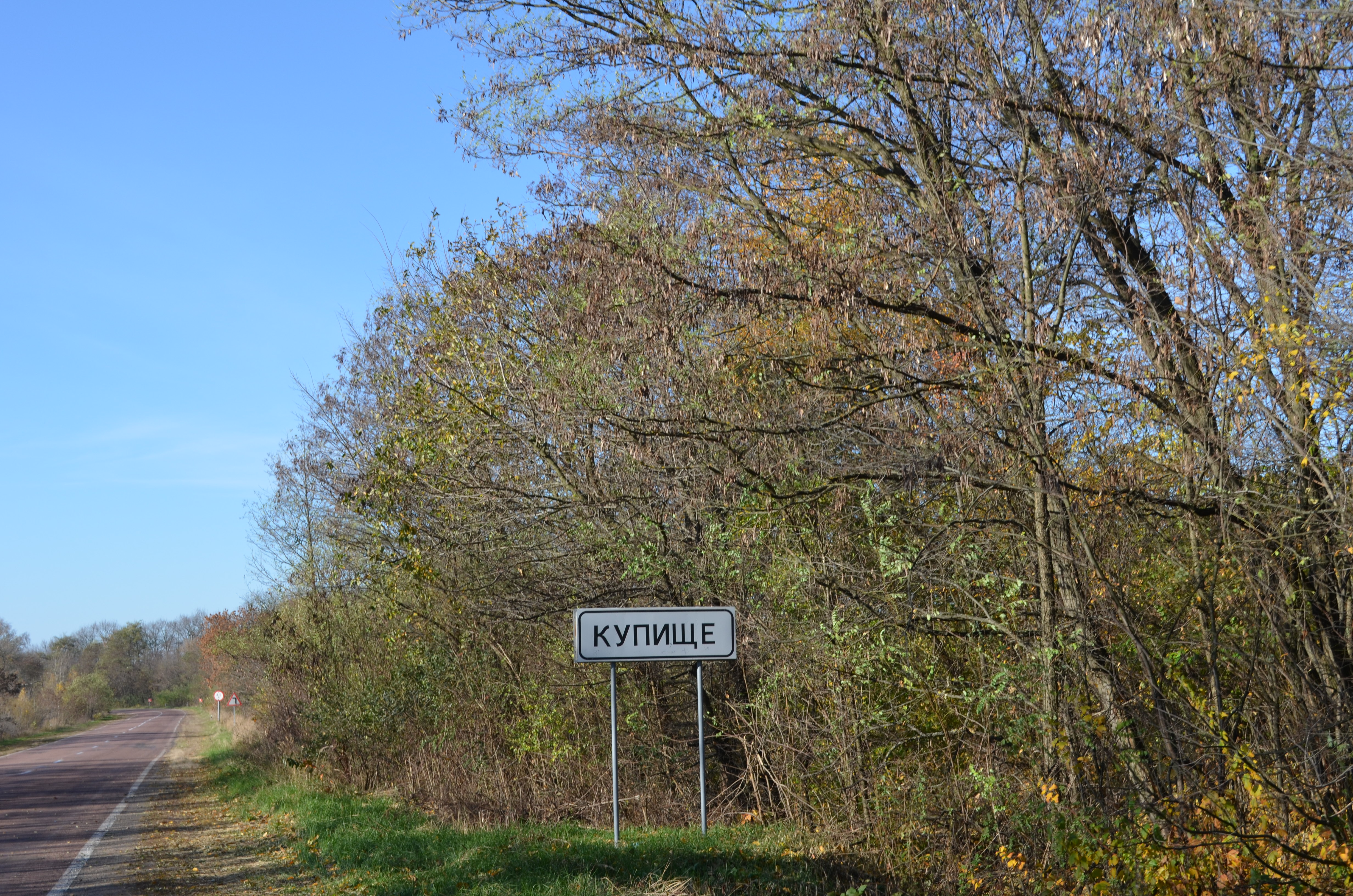
В'їзний знак
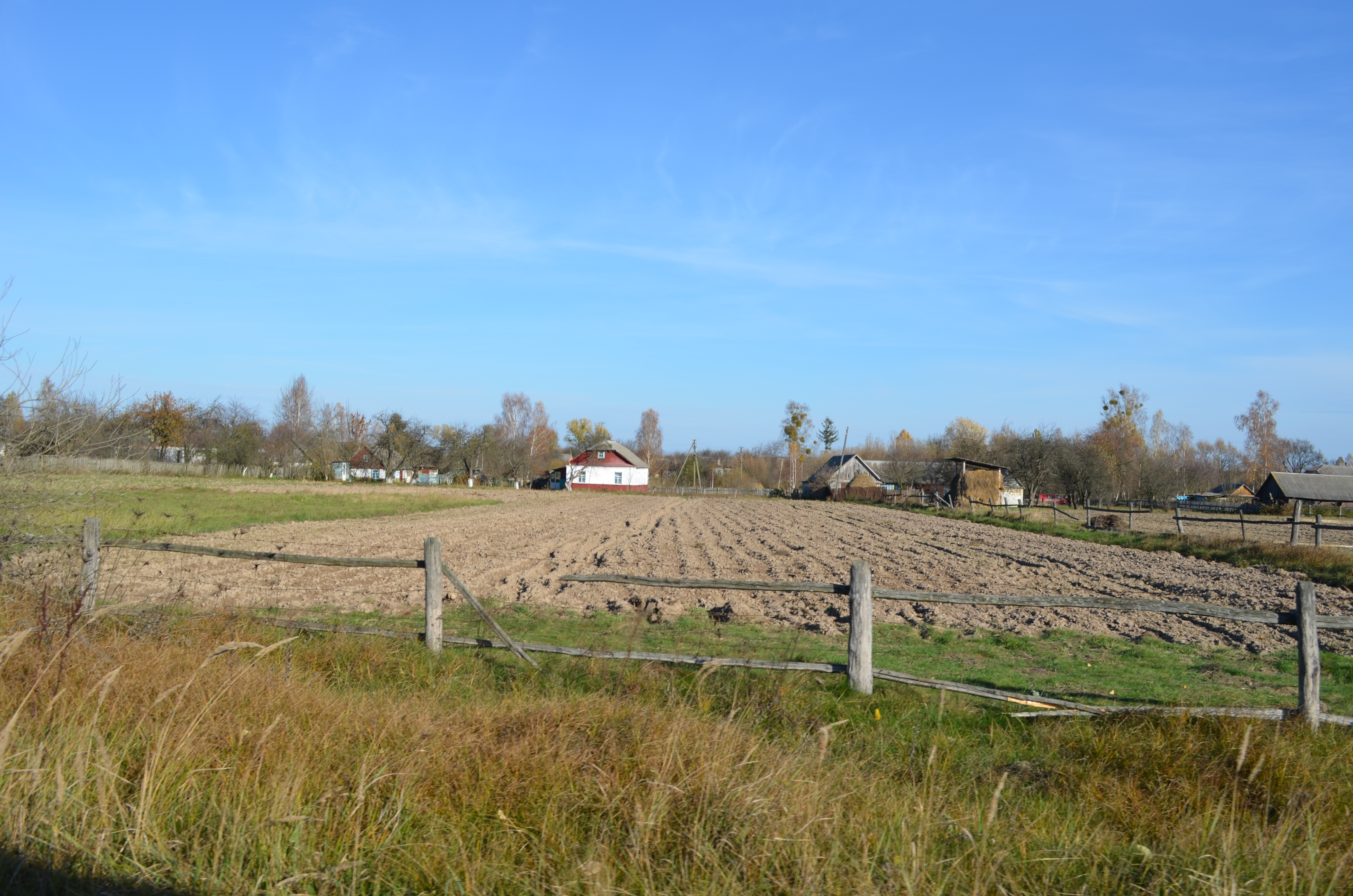
У селі
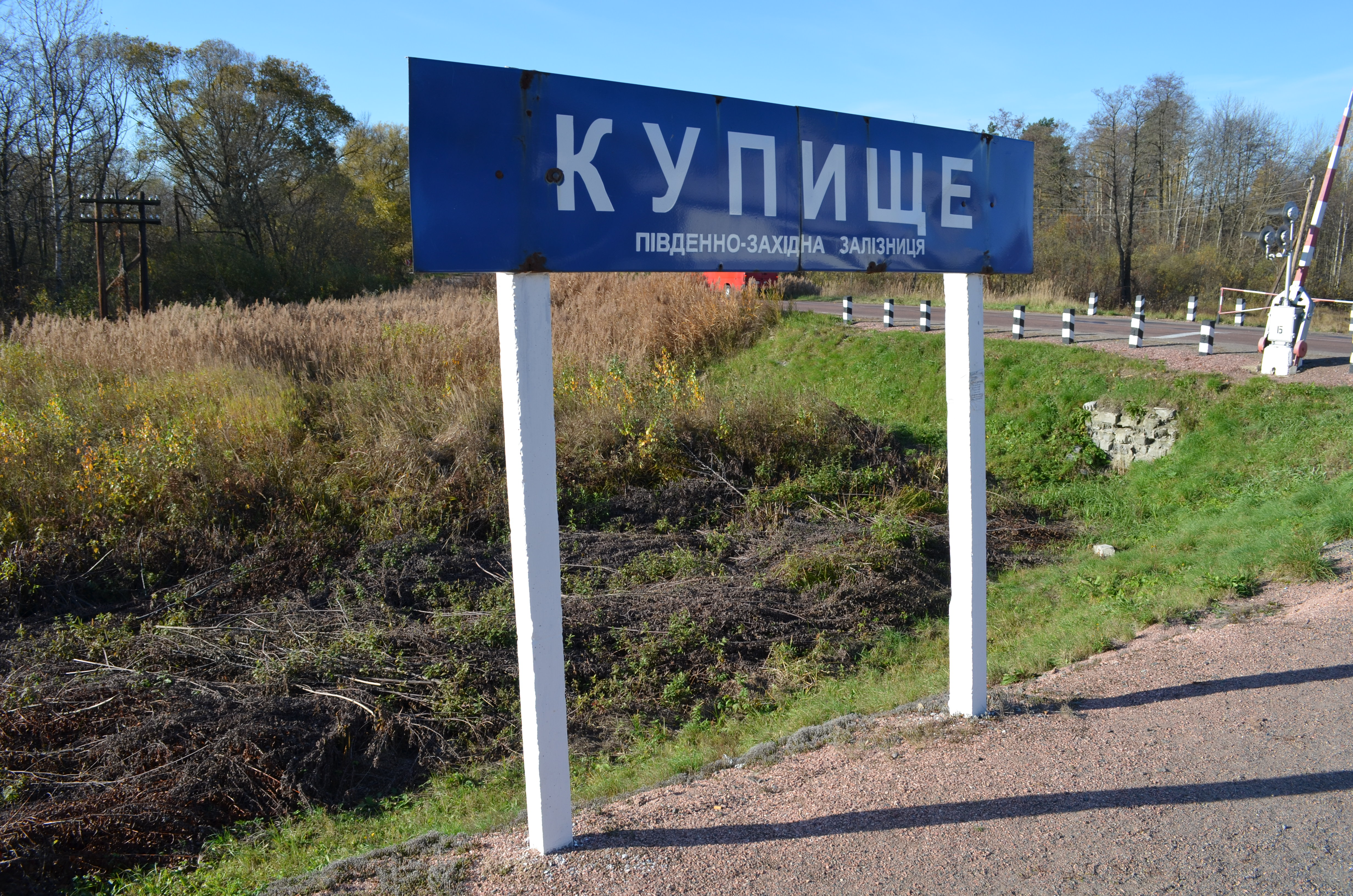
Зупинна платформа неподалік села
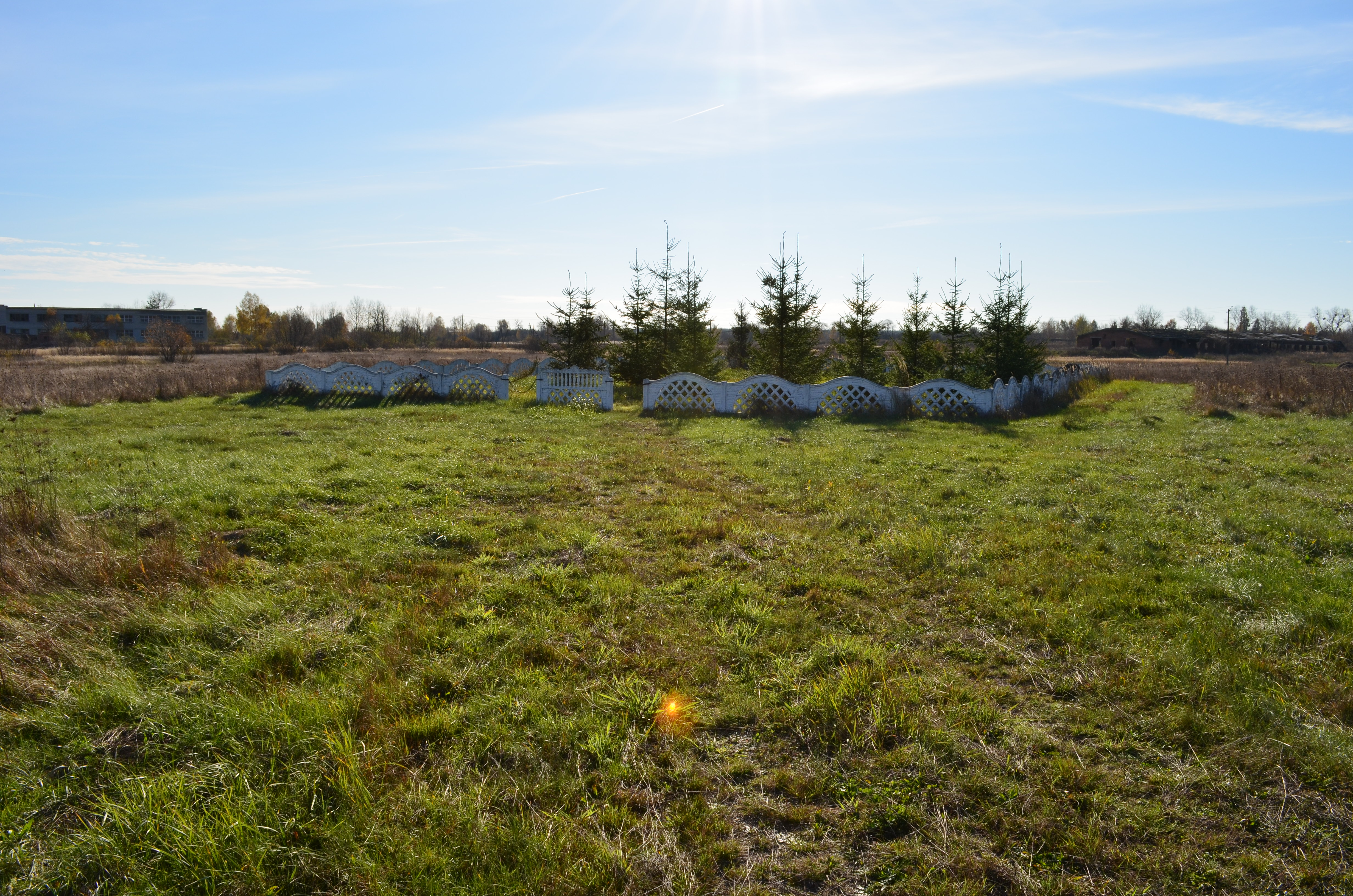
Кладовище угорських євреїв
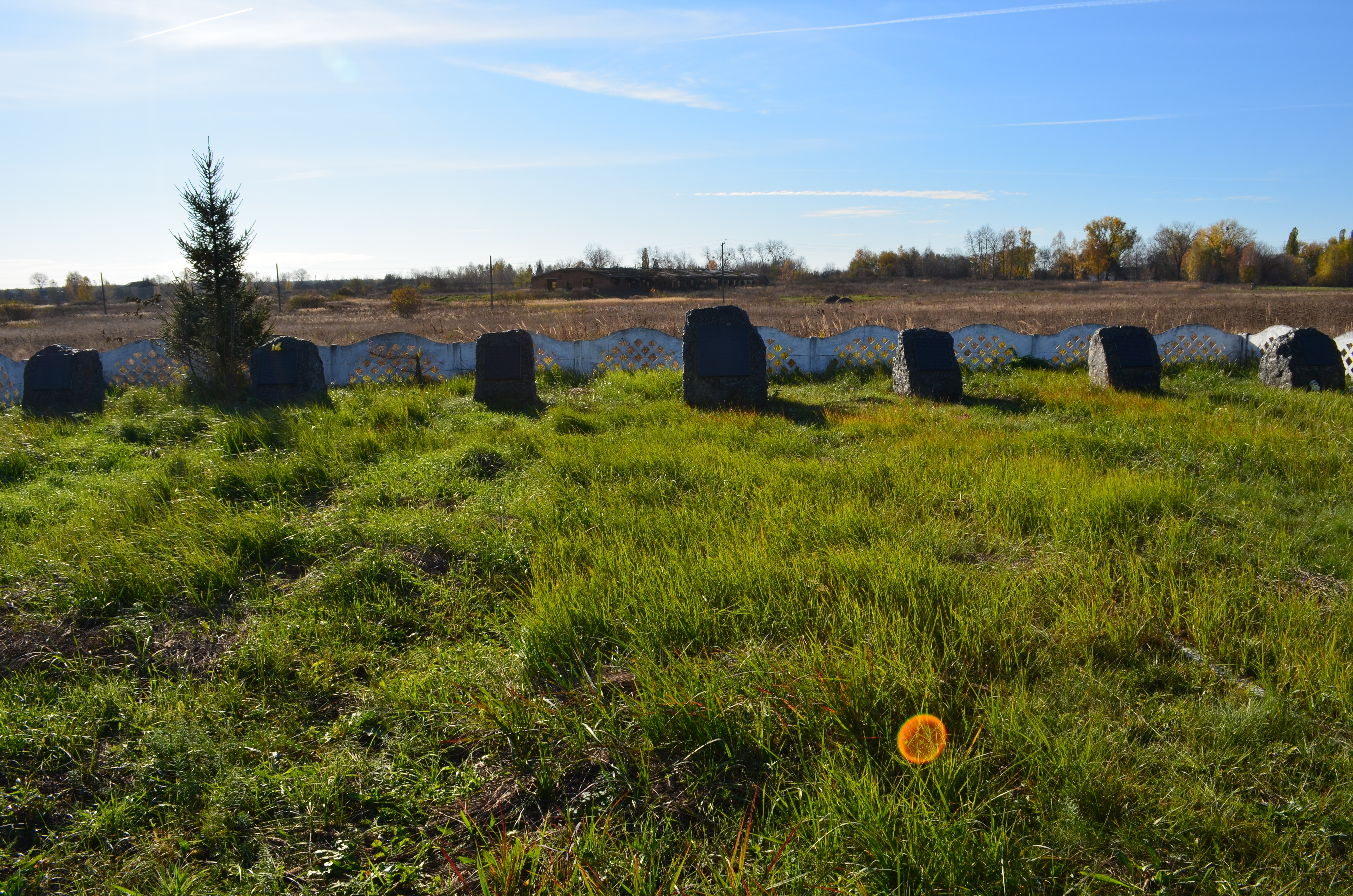
На кладовищі угорських євреїв